# Raf Van Gestel
Raf Van Gestel (Deurne, 26 november 1969) is een Belgisch chemiearbeider, syndicalist en politicus voor de marxistische partij PVDA. 

## Biografie
Van Gestel werkte meer dan dertig jaar als arbeider in de petrochemische cluster in de haven van Antwerpen, waarvan dertien jaar voor de multinational Air Liquide. Hij was er vakbondsafgevaardigde voor ABVV.
In 2019 stond hij op de PVDA-kieslijst voor de Vlaamse verkiezingen van 26 mei. Bij de verkiezingen van 9 juni 2024 stond hij opnieuw op de Vlaamse lijst, ditmaal op de derde plaats, een strijdplaats. Hij werd daarbij verkozen als vierde Vlaams Parlementslid voor de PVDA vanuit de kieskring Antwerpen. In het Vlaams Parlement maakt hij deel uit van een negenkoppige PVDA-fractie. Hij werd er voorzitter van de commissie Binnenlands Bestuur en Inburgering en vast lid van de commissie Wonen, Toerisme, Energie en Klimaat. Daarnaast is hij deelstaatsenator voor de partij vanuit het Vlaams Parlement.
Van Gestel woont in de gemeente Brasschaat. Hij is gehuwd en heeft twee volwassen kinderen. In zijn wijk, Kaart, is hij een van de drijvende krachten achter de vzw De Kaart Rond Tafel, waarin buurtbewoners zich verenigden in protest tegen de bouw van nieuwe woningen in het geplande scholenproject in hun wijk.